# Alex Riley
Kevin Kiley (28 de abril de 1981) es un luchador profesional y comentarista estadounidense, conocido por el nombre de Alex Riley, que trabajó para la WWE. Entre sus logros destacan su reinado como Campeón de Peso Pesado de Florida de la FCW .

## Carrera

### World Wrestling Entertainment / WWE (2007-2016)

#### Florida Championship Wrestling (2007-2010)
En 2007, Kiley firmó un contrato con la World Wrestling Entertainment (WWE) y fue asignado a su territorio de desarrollo, la Florida Championship Wrestling (FCW). Empezó peleando bajo el nombre de Kevin Kiley, pero en 2008 cambió su nombre a Carson Oakley. Se alió con Scotty Goldman y consiguió una oportunidad por el Campeonato en Parejas de Florida de la FCW contra The Hart Dynasty (TJ Wilson & DH Smith), pero fueron derrotados. A finales de 2008, cambió su nombre a Alex Riley, con un nuevo gimmick de estudiante universitario, asignándose a Courtney Taylor como su mánager. En agosto de 2008, perdió en un combate contra Tyler Reks y Johnny Curtis por el Campeonato Peso Pesado de Florida de la FCW de Reks.
El 18 de marzo del 2010 obtuvo el Campeonato de Florida Peso Pesado de la FCW al derrotar a PJ Black, lucha en la que también participaba Wade Barrett. El 22 de julio de 2010 fue derrotado por Mason Ryan, en una lucha en la que también participaba Johnny Curtis, perdiendo el título.

#### 2010-2011
El 1 de junio durante la final de la primera temporada de NXT, se anunció que sería un luchador de la segunda temporada de NXT con su mentor The Miz. Debutó como "heel" derrotando a Kaval el 15 de junio. Tuvo un gran apoyo de su Pro. El 9 de agosto apareció por primera vez en Raw haciendo equipo con Husky Harris y Michael McGillicutty derrotando a Kaval, Lucky Canon y Percy Watson. El 31 de agosto en la final de NXT derrotó a Michael McGillicuty y a Kaval, poco después fue eliminado quedando en tercer lugar. Luego junto a los demás Rookies atacaron a Kaval. A pesar de haber perdido, fue pasado a la marca RAW el 6 de septiembre, ayudando a The Miz en su feudo con Daniel Bryan, convirtiéndose en su ayudante personal. La semana siguiente fue derrotado por Bryan. Sin embargo, la mayor parte del tiempo acompañó a The Miz en sus luchas, ayudándole y provocando distracciones. También perdió ante Ezekiel Jackson en las clasificatorias de King of the Ring el 22 de noviembre. En ese mismo evento, estuvo presente cuando The Miz canjeó su maletín y ganó el Campeonato de la WWE ante Randy Orton. Tras esto, en TLC ayudó a The Miz a retener su campeonato ante Orton.  

En Royal Rumble participó en el Royal Rumble Match, pero fue eliminado por John Cena y Kofi Kingston. Luego volvió al ring y junto con The Miz eliminaron a Cena. Después en el RAW del 28 de febrero luchó contra Cena en un Steel Cage Match donde si perdía no sería más ayudante personal de The Miz, en la cual perdió siendo despedido como ayudante de The Miz. Sin embargo el 14 de marzo entró a ayudarlo en su combate contra The Great Khali provocando la descalificación de The Miz. En WrestleMania XXVII acompañó a The Miz en su lucha contra John Cena, donde intervino varias veces atacando a Cena y distrayendo al árbitro, para que así Miz retuviese su campeonato. 

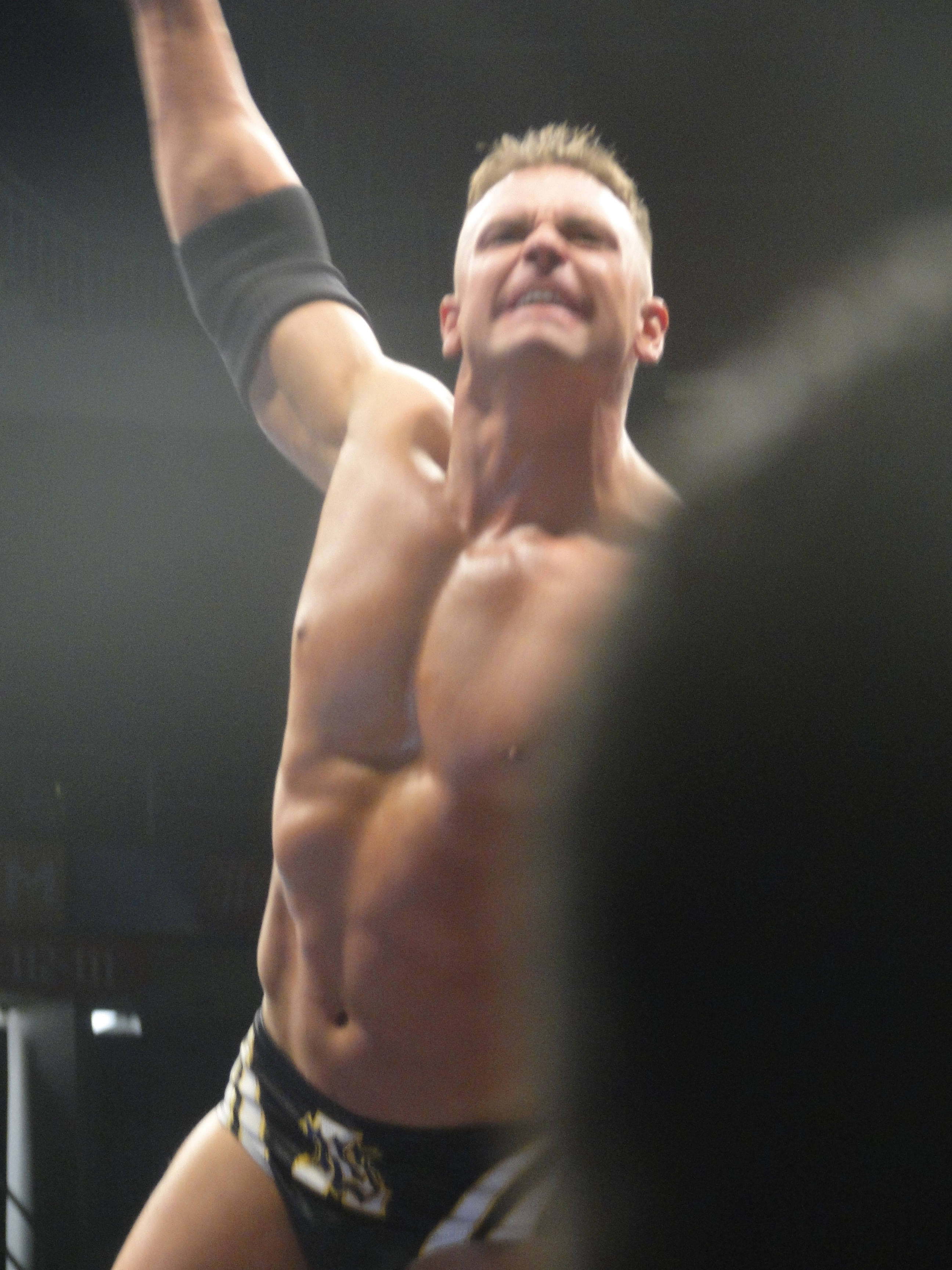
Riley en un house show de la WWE.

El 26 de abril fue cambiado de la marca RAW a la marca Smackdown! por el Draft Suplementario, pero siguió apareciendo en RAW como asesor de Miz. En Over the Limit se enfrentó junto a Miz a Cena en un I Quit Match, ya que era un combate sin descalificación. Durante la lucha, Riley usó una grabadora con la voz de Cena diciendo "I Quit", pero el árbitro reinició la lucha. Tras esto, The Miz se rindió con un STF. La noche siguiente, Miz le echó la culpa a Riley de no ganar el título, por lo que despidió a Riley y luego éste atacó a Miz, cambiando Riley a face. Tras su feudo con The Miz, Riley fue movido al roster de RAW, en donde el 6 de junio hizo equipo con John Cena siendo derrotados por The Miz y R-Truth, con Steve Austin de árbitro especial invitado. Luego se pactó una lucha entre ellos en Capitol Punishment, la cual ganó Riley. En Money in the Bank, participó en el RAW Money in the Bank Ladder match, pero fue derrotado por Alberto Del Rio. El 18 de julio en una edición de Monday Night RAW participó en un torneo por el Campeonato de la WWE pero no logró pasar de la primera ronda ya que The Miz le derrotó, así terminando el feudo. 
El 1 de agosto, en RAW comenzó un feudo con Dolph Ziggler tras interrumpir su discurso y decir que Ziggler solo ha ganado campeonatos con ayuda de Vickie Guerrero. Luego retó a Ziggler en SummerSlam por el Campeonato de los Estados Unidos en un Dark Match, pero fue derrotado. En Night of Champions se enfrentó a Ziggler, Jack Swagger y John Morrison por el Campeonato de los Estados Unidos, donde no pudo ganar saliendo Ziggler vencedor. En octubre sufrió una lesión legítima en la cadera que lo dejó inactivo por varias semanas. Durante el resto de 2011, fue relegado a aparecer en Superstars, derrotando a luchadores como JTG y Drew McIntyre.

#### 2012

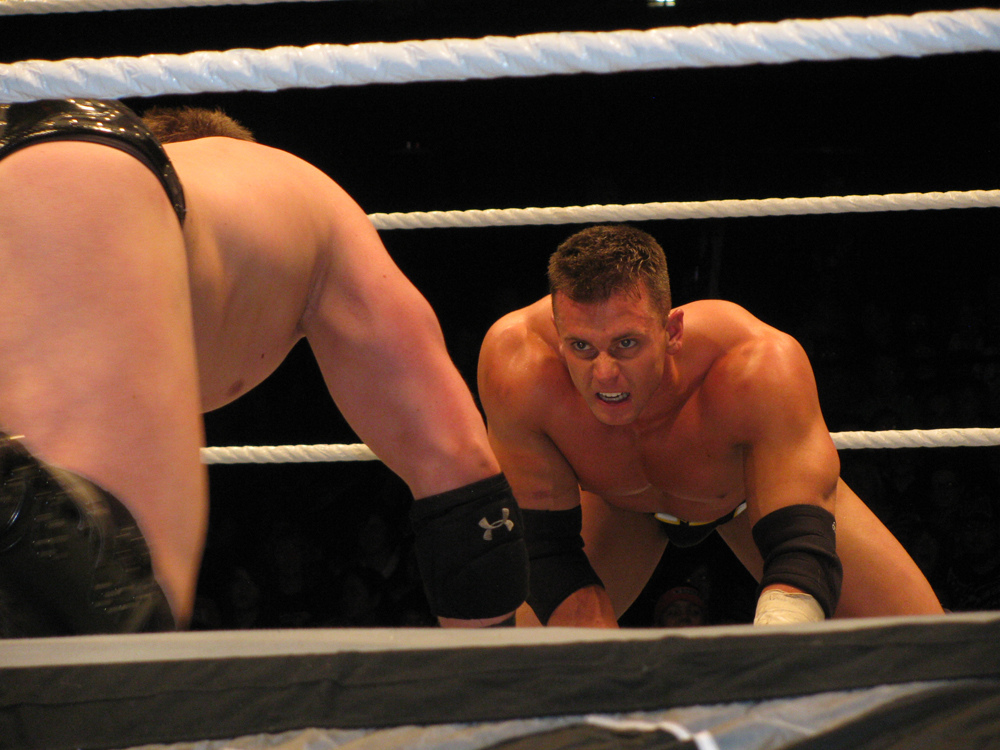
Alex Riley luchando contra The Miz

Regresó en Royal Rumble entrando segundo, pero fue eliminado por The Miz. Después, fue utilizado de jobber contra luchadores como Brodus Clay, Lord Tensai o Hunico, contra este en el "dark match" de Elimination Chamber. El 2 de mayo en NXT puso fin a su racha de derrotas cuando formó equipo con Tyson Kidd derrotando a Johnny Curtis y JTG. En Over The Limit participó en la People Power Battle Royal, pero no logró ganar el combate. El 20 de mayo en Raw, apareció en un segmento de backstage intentando seducir a Eve Torres, cuando apareció Big Show y atacó a Riley. Tras esto en No Way Out ayudó a John Cena en su combate contra Big Show. El 3 de julio en Smackdown se enfrentó a Dolph Ziggler en un combate clasificatorio para Money in the Bank, pero fue derrotado. En la edición de Monday Night RAW del 6 de agosto venció a Dolph Ziggler gracias a una distracción por parte de Chris Jericho. El 21 de septiembre anunció por Twitter que se sometería a una cirugía de codo y rodilla siendo su última lucha una derrota contra Damien Sandow. El 6 de diciembre volvió a la acción siendo derrotado por Wade Barrett en un Dark Match en NXT. 

#### 2013-2014
En enero de 2013, Riley se asoció con Derrick Bateman en NXT para tomar parte en un torneo por los Campeonatos por Parejas de NXT, pero fueron derrotados por Kassius Ohno y Leo Kruger en la primera ronda. En Main Event el 17 de abril, participó en una Battle Royal por el n.º 1 contenders al Intercontinenetal Championship pero no logró ganar al ser eliminado por Primo. El 23 de junio, fue nombrado como comentarista de Superstars y NXT. Desde el lanzamiento del canal de WWE, WWE Network en febrero de 2014, Riley se ha conocido como "The Analyst" Alex Riley, y ha adoptado una personalidad similar a un comentarista o agente deportivo. 
En 2014, Riley hizo varias apariciones en el ring de la WWE en eventos en vivo, recogiendo triunfos no televisados sobre luchadores como Tyson Kidd y Heath Slater.

#### 2015-2016
A lo largo de finales de 2014 y principios de 2015, Alex Riley empezó una campaña en Twitter con la etiqueta #FreeRiley, al parecer en un intento de conseguir que se fijaran en él y lo tuvieran como un competidor en el ring, ya que su último partido televisado fue en 2013. En el episodio de NXT del 25 de febrero de 2015, fue atacado por Kevin Owens. El 11 de marzo regreso a luchar oficialmente durante NXT, después de 2 años derrotando a CJ Parker. A la semana siguiente, por fin se enfrentó a Kevin Owens, pero fue derrotado vía Powerbomb. En WrestleMania 31 participó en la Andre The Giant Memorial Battle Royal, pero fue eliminado por Damien Mizdow. El 29 de abril, durante una lucha contra Sami Zayn ambos fueron atacados por Kevin Owens y el 2 de mayo se anunció que tendría que someterse a una cirugía de rodilla.

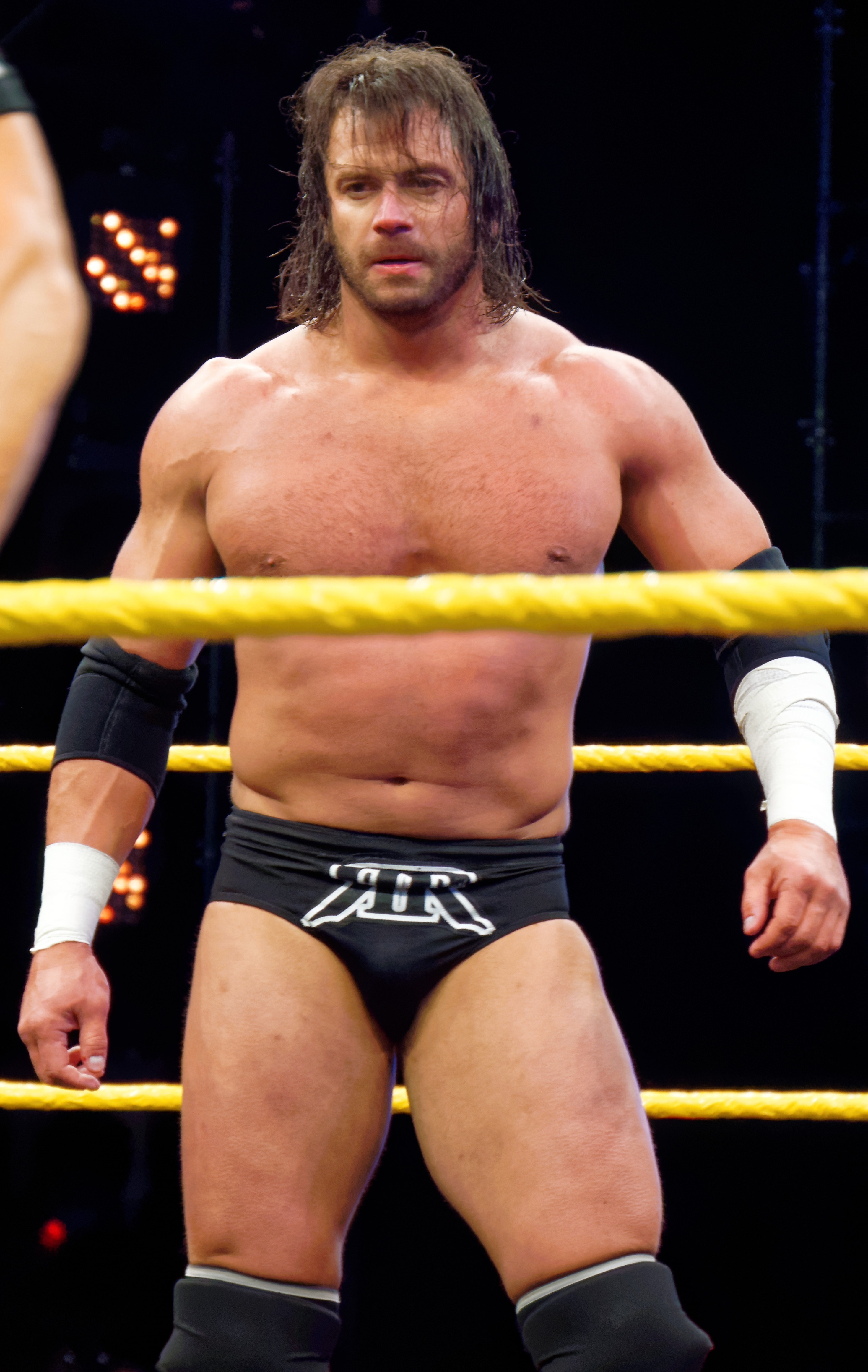
Riley en abril de 2016.

El 7 de enero de 2016 en NXT (al aire el 27 de enero), Riley hizo su regreso con un nuevo look, enfrentándose a Bull Dempsey cambiando a heel por primera vez en NXT. Tres semanas después, fue derrotado por Tye Dillinger. El 31 de marzo en NXT, fue derrotado por Apollo Crews. Su última lucha fue contra Shinsuke Nakamura. Finalmente el 6 de mayo, Kiley fue liberado de su contrato.

### Regreso a la lucha libre (2019-presente)
En mayo de 2019, Riley anunció que regresaría a la lucha a través de su Instagram.
Regreso bajo su nombre verdadero Kevin Kiley Jr. en CAP 5th Annual Major Pod Holiday Toy Drive, donde junto a Tyrus derrotaron a VBU (Dante Drago & Jack Tomlinson).

### National Wrestling Alliance (2023)
Debutó en Nuff Said, siendo derrotado por EC3.

## En lucha
- Movimientos finales
  - Hit the Showers[8] (FCW) / You're Dismissed[9] (WWE) (Fireman's carry cutter) 2007-presente
  - Final Score  (Lifting DDT)  - 2011-presente

- Movimientos de firma
  - Belly to back side slam[10]
  - Swinging neckbreaker
  - Dropkick
  - Flapjack
  - Spear
  - Electric Chair Drop
  - Spinebuster
  - STO

- Luchadores dirigidos
  - The Miz

- Apodos
  - "The Rare Breed"
  - "The Varsity Villain"
  - "A-Ry"

## Campeonatos y logros
- Florida Championship Wrestling
  - FCW Florida Heavyweight Championship (1 vez)

- Pro Wrestling Illustrated
  - Situado en el N.º 201 en los PWI 500 de 2010[11]
  - Situado en el N.º 106 en los PWI 500 de 2011[12]
  - Situado en el N.º 171 en los PWI 500 de 2012
  - Situado en el N.º 143 en los PWI 500 de 2013

## Vida personal
Riley es católico y tiene un tatuaje de una cruz celta en la espalda.
En marzo de 2021, Riley reveló en su Instagram que sufre de trastorno bipolar.